# Carlos Augusto de Oliveira Figueiredo
Carlos Augusto de Oliveira Figueiredo (Rio de Janeiro, 4 de novembro de 1837 — Rio de Janeiro, 29 de outubro de 1912) foi um jurista e político brasileiro.
Foi bacharel em ciências jurídicas e sociais pela Faculdade de Direito de São Paulo em 1858.
Foi presidente da província do Paraná, nomeado por carta imperial de janeiro de 1873, não assumindo o cargo por motivo de doença. Foi nomeado presidente da província de Minas Gerais, por carta imperial de 24 de dezembro de 1886, assumindo o cargo em 4 de fevereiro de 1887, exonerado a pedido por decreto de 6 de agosto de 1887.
Foi eleito deputado federal em duas legislaturas, e senador em 1904.
Foi ministro do Supremo Tribunal Federal, nomeado por decreto de 6 de novembro de 1911, ocupando a vaga de Antônio Augusto Cardoso de Castro, assumindo o cargo em 11 de novembro do mesmo ano, renunciando à cadeira de senador.